# Diana van Poitiers
Diana van Poitiers (Frans: Diane de Poitiers) (kasteel van Saint-Vallier, 3 september 1499 — kasteel van Anet, 26 april 1566), gravin van Saint-Vallier, was maîtresse van Hendrik II van Frankrijk. Ze was een dochter van Jan van Poitiers (?-1539), burggraaf van Estoile en Jeanne de Batarnay (ca. 1460-1505).
Op 16 april 1515 huwde Diana in Parijs met Lodewijk van Brézé, graaf van Maulevrier (1463-1531), wiens moeder een onwettige dochter van Karel VII van Frankrijk was. Hij stond in hoog aanzien aan het hof van Frans I.

Kinderen met Lodewijk van Brézé:
- Françoise (1515-1574), gravin van Maulévrier, barones van Mauny en Sérignan; huwde op 19 januari 1538 in de Louvre-kapel te Parijs met Robrecht IV van der Marck, hertog van Bouillon en eerste vorst van Sedan
- Louise (1521-1577), huwde met graaf Claude II van Aumale, een broer van Frans en Maria van Guise.

Na de dood van haar man werd zij de maîtresse van Hendrik van Orléans, de latere Hendrik II. Ze kreeg een grote invloed op hem, ook nadat hij in 1547 de troon van Frankrijk had bestegen. In 1548 benoemde hij haar tot hertogin van Valentinois. Ze werd wel het brein achter de troon en koningin van Frankrijk genoemd en voedde de kinderen van Hendrik II en zijn vrouw Catharina de' Medici mee op.
Diana van Poitiers was een fervent katholiek en zette de koning aan tot strenge vervolging van de hugenoten. Zijn vertrouwen in haar ging zo ver dat hij haar zelfs besluiten liet nemen en officiële documenten ondertekende zij met HenriDiane.
De invloed van Diana viel niet goed bij de koningin. Hendrik gaf Diana kastelen, waaronder Chenonceau en Anet en liet haar de kroonjuwelen van Frankrijk beheren.
Na een steekspel in 1559 raakte Hendrik II ernstig gewond. Catharina de' Medici nam de macht over en weigerde ondanks verschillende verzoeken van de koning Diana toe te laten tot hem. Na zijn dood verbande Catharina Diana naar kasteel Chaumont, waar zij maar even verbleef. De rest van haar leven woonde zij op het kasteel dat Hendrik voor haar had laten bouwen, Anet, waar zij ook stierf. Volgens recent onderzoek was haar dood te wijten aan het vele goud dat ze innam om jong te blijven.
Over het algemeen wordt aangenomen dat Diana de moeder is van Diana van Frankrijk, een buitenechtelijke dochter van Hendrik II. Sommige bronnen zeggen echter dat de moeder van Diana van Frankrijk Filippa Duci was, een andere hofdame en maîtresse, en dat Diana van Poitiers haar alleen opvoedde. Andere bronnen melden dat er nog een (jong overleden) dochter was, van wie Filippa wel degelijk de moeder was.